# 카렌 하차노프

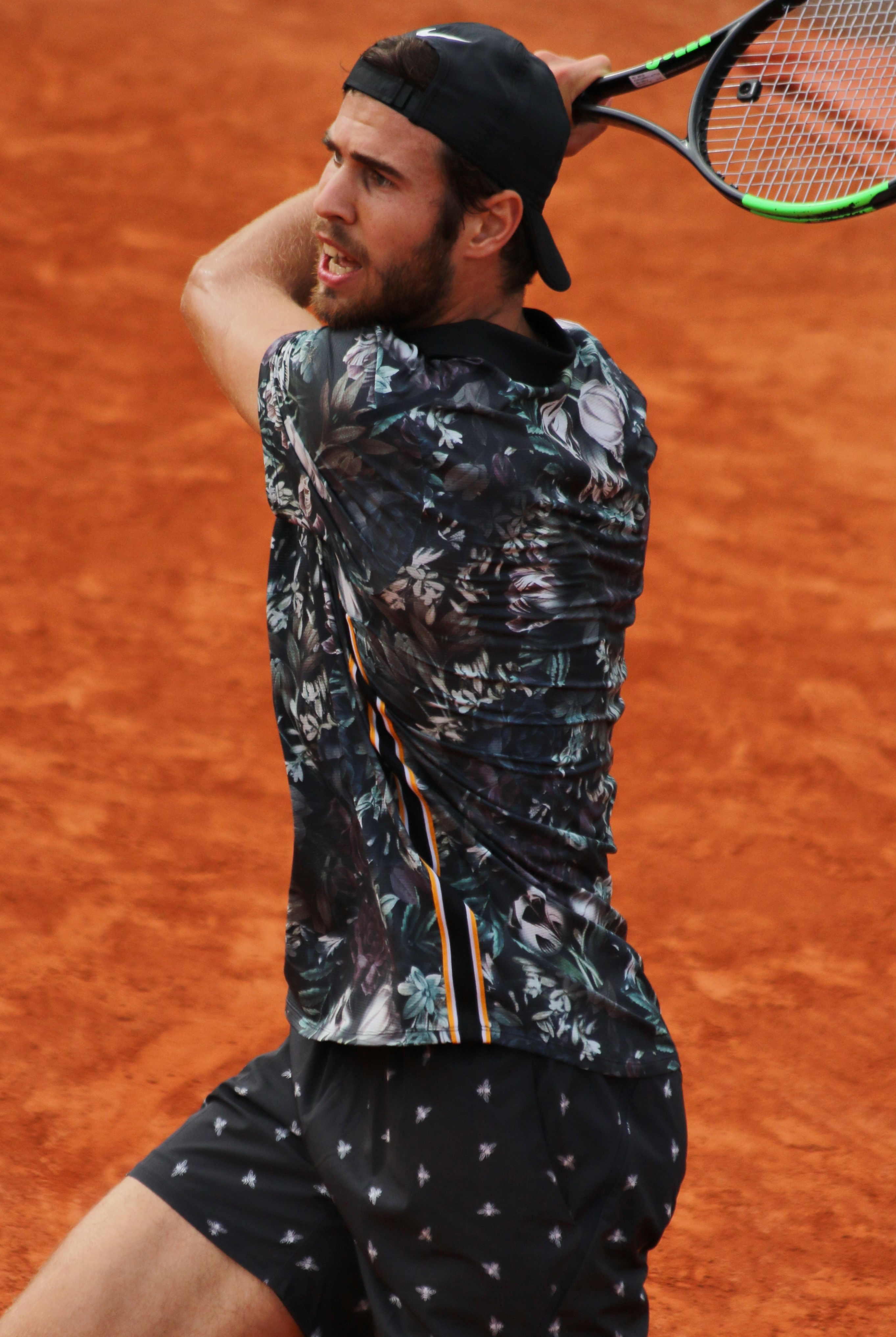
카렌 하차노프

카렌 아브가로비치 하차노프(러시아어: Каре́н Абга́рович Хача́нов, 1996년 5월 21일~)는 아르메니아 태생의 러시아의 테니스 선수이다. 플레이스타일은 오른손 잡이, 양손 백핸드이다. ATP 싱글 타이틀을 네 차례 획득하였다. 하차노프는 2019년 7월 15일 세계 8위의 커리어 하이 싱글 순위를 달성하였다.